# Oskar Kullberg
Oskar Kullberg, född 1 december 1887 i Strå församling, Östergötland, död 2 augusti 1956 i Stockholm, var en svensk apotekare.

## Biografi
Oskar Kullberg föddes 1887 i Strå socken. Han var son till lantbrukaren Per Samuel Kullberg och Kristina Andersson. Kullberg avlade mogenhetsexamen i Linköping 1907, farmacie kandidatexamen 1911 och apotekarexamen 1917. Han var anställd vid apoteken i Örnsköldsvik 1917–1919 och Motala 1919–1937. Han var från 1924 till 1937 ordförande i Sveriges Farmaceutförbunds östgötakrets och från 1930 till 1936 satt han med i förbundets fullmäktige. Under åren 1929 och 1930 gjorde han studieresor inom Europa. Kullberg ägde Mjölby apotek 1937–1943 och var från 1938 fullmäktige i Sveriges apotekareförbund. Kullberg fick 1943 privilegium på apoteket Hjorten i Örebro.
Kullberg var ledamot av stadsfullmäktig i Motala 1923–1937 och var från 1934 vice ordförande. Han var ledamot av stadsfullmäktig i Mjölby 1938–1943 och vice ordförande från 1939.
Anställningar i Norrköping, Umeå, Vadstena, Skänninge, Örnsköldsvik och Motala. Innehavare av apoteket Älgen i Örebro.
Kullberg var livligt engagerad i kommunalpolitik och innehade en rad förtroendeuppdrag bland annat för Apotekarsocieteten, Sveriges Farmaceutförbund, Apotekarkårens livränte- och pensionskassa samt ledamot av Apotekarkårens befordringsnämnd. Han var riddare av Vasaorden och riddare av Nordstjärneorden samt medlem av  Svenska Frimurarorden. 

### Familj
Kullberg gifte sig första gången 1917 med Karin Victoria Hellstrand (1889–1940). De fick tillsammans barnen Ingegerd Kullberg (gift Dahlström) och Britt Kullberg (gift Gewalli).
Kullberg gifte sig andra gången med Inez Thyra Eugenia Andersson.